# Фрідріх I (герцог Австрії)
Фрідріх I (нім. Friedrich I; бл. 1175 — 16 квітня 1198) — герцог Австрії (1194—1198) з династії Бабенбергів.

## Коротка біографія
Фрідріх I був сином Леопольда V, герцога Австрії та Штирії, й Олени Арпад, дочки угорського короля Гези II.
Перед смертю Леопольд V розподілив свої володіння: Австрія дісталась старшому сину Фрідріху, Штирія — молодшому Леопольду VI. Правління Фрідріха в Австрії тривало недовго: 1197 року він вирушив у хрестовий похід до Палестини, де й загинув.
Фрідріх I не був одружений й не мав дітей. Йому успадкував його молодший брат Леопольд VI, який знову об’єднав Штирію та Австрію у єдину державу.
| Попередник Леопольд V |  | Герцог Австрії 1194—1198 |  | Наступник Леопольд VI |